# Kondycjonowanie piwa
Kondycjonowanie piwa – pojęcie, które w nowoczesnych metodach produkcji zastępuje leżakowanie piwa. Metody te wykorzystują nowoczesne tankofermentory - ogromne pionowe, cylindryczno-stożkowe tanki, w których następuje fermentacja brzeczki i "leżakowanie" piwa. W okresie kondycjonowania następuje klarowanie piwa i wiązanie CO2. Brak jest fazy dofermentowywania. Czasami browary przeprowadzają kondycjonowanie piwa w butelkach z zastosowaniem wciąż obecnych drożdży lub drożdży dodanych (wtórnych).